# Lipstick Jungle
Lipstick Jungle (No Brasil, Selva de Batom) é um seriado estadunidense, produzido e exibido pela NBC. No Brasil, a série foi exibida pelo canais Record e pela Fox, enquanto que em Portugal a transmissão foi realizada pelos canais FOX Life (cabo), RTP2 (sinal aberto), e TVI (sinal aberto).
Baseada no best-seller de Candace Bushnell ("Sex and the City"), esta nova e sexy série dramática acompanha três amigas poderosas enquanto elas enfrentam os altos e baixo das vidas bem sucedidas delas.
Armadas com humor e força, estas três mulheres modernas de Nova York apoiam umas as outras nos triunfos e nas lágrimas que fazem parte do caminho do sucesso na Big Apple.
A série foi exibida na Rede Record durante o ano de 2010.
Em Portugal, a primeira exibição foi realizada pela RTP2, no dia 12 de setembro de 2008, com a transmissão completa dos 20 episódios, enquanto que a FOX Life iniciou a exibição da série em 21 de outubro de 2008. A TVI viria a estrear a série no seu canal anos mais tarde, no dia 21 de abril de 2015, com o nome de "Rainhas de Nova Iorque", exibindo as duas temporadas na íntegra, até 24 de maio de 2015.

## Personagens
- Brooke Shields (Wendy Healy)

É a executiva de um estúdio de cinema que faz tudo para balancear a carreira e a vida familiar dela.
- Kim Raver (Nico Reilly)

A editora chefe de um importante revista de moda, deseja se tornar uma executiva.
- Lindsay Price (Victory Ford)

Espera realizar os seus sonhos, e talvez encontrar o "cara certo" no meio do caminho.
- Andrew McCarthy (Joe Bennett)
- Paul Blackthorne (Shane Healy)
- David Alan Basche (Mike Harness)
- David Noroña (Salvador Rosa)
- Julian Sands (Hector Matrick)
- Robert Buckley (Kirby Atwood)